# 1779 Paraná
Paraná (asteroide 1779) é um asteroide da cintura principal, a 1,8252954 UA. Possui uma excentricidade de 0,160989 e um período orbital de 1 172,04 dias (3,21 anos).
Paraná tem uma velocidade orbital média de 20,19342476 km/s e uma inclinação de 0,89667º.
Esse asteroide foi descoberto em 15 de junho de 1950 por Miguel Itzigsohn.
Seu nome é uma referência ao Rio Paraná, que corta o Brasil e a Argentina.